# Whorlton (Durham)
Whorlton is een civil parish in het bestuurlijke gebied Teesdale, in het Engelse graafschap Durham.